# 헬레나 카터

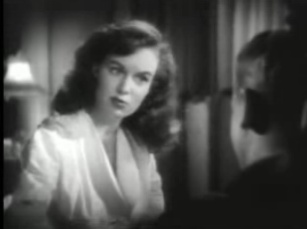

헬레나 카터(Helena Carter, 1923년 8월 24일 ~ 2000년 1월 11일)는 미국의 배우, 영화배우, 모델이다.
뉴욕에서 태어났으며 컬버시티에서 사망하였다.

## 영화
- 화성에서 온 침입자 (1953년)
- 패스파인더 (1952년)
- 섬씽 인 더 윈드 (1947년)